# Park Han-byul
Park Han-byul, hay còn gọi là Park Han-byeol, (sinh ngày 17 tháng 11 năm 1984) là một nữ diễn viên, người mẫu, người Hàn Quốc.

## Nghề Nghiệp
Là một sinh viên tại trường trung học Nghệ thuật Anyang,trở thành một người nổi tiếng trực tuyến do sự tương đồng về thể chất cô gần gũi với nữ diễn viên Jun Ji - hyun. Sau khi đăng ký một công ty giải trí, cô xuất hiện trong bộ phim kinh dị Wishing Stairs năm 2003 cùng với bạn diễn là Song ji hyo, một phần đòi hỏi cô phải học múa ba lê trong một khoảng thời gian hai tháng đào tạo nghiêm ngặt.
Sau khi xuất hiện trong một chuỗi của loạt phim truyền hình, Han Byul trở lại màn ảnh rộng với một vai diễn trong bộ phim Fate 2008 sánh đôi cùng nam tài tử Song Seung Hun. Dự án tiếp theo của cô sẽ là một bộ phim mang tên Yoga School. Trong tháng 7 năm 2012,cô đóng cặp với Kim Ji - seok trong phim kinh dị Two Moons, đóng vai So Hee, một tiểu thuyết gia viễn tưởng kinh dị với hàng loạt những vụ việc bí ẩn xoay quanh một gia đình nọ......

## Cá nhân
Trong tháng 6 năm 2009, K - pop ca sĩ Se7en thừa nhận trên website của mình rằng anh và Park Han-byul đã yêu nhau trong bảy năm, họ gặp nhau lần đầu khi họ đã cao niên ở trường trung học. Se7en trước đó đã phủ nhận tin đồn rằng họ là một cặp đôi, để bảo vệ sự riêng tư của Park Han Byul và để cho mối quan hệ phát triển tự nhiên.Park Han Byul và Se7en là bạn học từ thời trung học và bắt đầu hẹn hò từ năm 2002. Họ được xem là một trong những cặp tình nhân bền chặt và đẹp đôi nhất của làng giải trí xứ Kim Chi. Tháng 3/2012, cặp đôi còn tổ chức lễ kỷ niệm 10 năm yêu nhau trong sự chúc phúc của khán giả.
Ngày 23 Tháng 12 2014, một tuyên bố bởi công ty quản lý của Park Han Byul nói rằng cô và Se7en đã kết thúc mối quan hệ đó bởi vì scandal mà Se7en mắc phải trong thời gian nhập ngũ. Sau đó cô hẹn hò với bạn trai kém hơn mình 2 tuổi Jung Eun Woo khi cặp đôi hợp tác trong dự án chung One Well raised daughter nhưng cũng kết thúc sớm sau 7 tháng tìm hiểu nhau. Hiện cô đang hẹn hò với bạn trai là doang nhân giàu có ở Hàn Quốc

## Hoạt động nghệ thuật

### Truyền hình
| Năm  | Phim                                     | Vai            |
| ---- | ---------------------------------------- | -------------- |
| 2006 | Couple or Trouble                        | Oh Yu-gyung    |
| 2009 | My Fair lady                             | Su yeon        |
| 2010 | Freeze                                   | Ji-woo         |
| 2010 | Blue Fish                                | Kang Yoon-jung |
| 2010 | Couple Breaking                          | Han Yeo-kyeong |
| 2010 | Everybody Cha-cha-cha (aka Jolly Widows) | Han Jin-kyung  |
| 2010 | Oh! My Lady                              | Hong Yoo-ra    |
| 2011 | Bolder By the Day                        | Lee Han-byul   |
| 2013 | One Well-Raised Daughter                 | Jang Ha-na     |
| 2015 | The Girl Who Sees Smells                 | Joo Ma Ri      |
|      | I Have A Lover                           | Kang Seol-Ri   |
| 2016 | Entourage                                | Han Byul       |

### Điện ảnh
| Năm  | Phim                | Vai        |
| ---- | ------------------- | ---------- |
| 2003 | Wishing Stairs      | Kim So-hee |
| 2008 | Fate                | Eun-yeong  |
| 2010 | Yoga                | Yeon-joo   |
| 2011 | My Black Mini Dress | Hye-ji     |
| 2012 | Two Moons           | So-hee     |
| 2013 | Bunshinsaba 2       | Song Qian  |

### Video âm nhạc
| Năm  | Bài hát           | Nghệ sĩ       |
| ---- | ----------------- | ------------- |
| 2004 | ''Without you''   | 1 TYM         |
| 2010 | "Smiling Goodbye" | Soya n Sun    |
| 2010 | "I'm Going Crazy" | Seven         |
| 2012 | "Beautiful Night" | Ulala Session |
|      | Coffee            |               |